# Revolució de color

Mapa de les Revolucions de colors.

Les Revolucions de color (de l'anglès Color revolutions) o Revolucions de les flors són una sèrie d'aixecaments pacífics i populars que tingueren lloc en l'espai ex-soviètic durant la dècada del 2000. Els manifestants sortiren al carrer a oposar-se a la nomenklatura soviètica, encara persistent tot i la caiguda del mur de Berlín. Adoptaren un color específic com a símbol de la seva protesta i reberen el suport d'Occident.
Algunes manifestacions aconseguiren fer canviar els governs de torn i el ressò que tingueren inspirà revoltes de mateix perfil més endavant fora de l'ex-espai soviètic. Les protestes tenen en comú la utilització de la no-violència (així es pot parlar de revolucions no-violentes) i un discurs democratitzador, lliberal i prooccidental. També hi sol coincidir la presència d'ONG i organitzacions d'estudiants.
La idea de brandar un color amb una flor per a aixecar-se i protestar contra un règim autoritari remunta a la Revolució Groga de 1986 a les Filipines i, també, a la Revolució dels clavells a Portugal l'any 1974. Les Revolucions de Colors acabaren per fer confrontar els EUA amb els seus aliats contra Rússia. L'estat rus va percebre les Revolucions de colors com a ingerència sobre la seva àrea d'influència i per això les va considerar cops d'estat nodrits de propaganda de color. Els EUA varen finançar obertament les Revolucions de colors mitjançant ONG que operaren en diverses universitats de l'antic bloc soviètic amb la fi de fer caure els règims existents.
Les Revolucions de Colors a Ucraïna derivaren en l'enfrontament dels EUA i la Unió Europea amb Rússia. La Unió Europea s'immiscuiren en les eleccions del país per tal de poder accedir més fàcilment al gas ucraïnès, però això exaltà encara més les tensions amb Rússia, que no vol que els països fronterers pactin cap adhesió a la Unió Europea o a l'OTAN, car efectivament l'adhesió a la Unió Europea era sinònim ben sovint d'integració a l'OTAN o el contrari.
Per tot plegat les Revolucions de Colors es tornen un preludi d'allò que esdevindrà la invasió d'Ucraïna per part de Rússia.

## La idea de les revolucions no violentes

### Els colors com a símbol de protesta
La idea de brandar un color amb una flor per a protestar de forma no violenta prové de diverses revoltes ocorregudes a la segona meitat del segle xx. Una d'aquestes ens trasllada l'any 1944 a Guatemala on les revoltes del carrer aconseguiren fer caure el dictador Jorge Ubico Castañeda. També trobem una situació similar l'any 1974 a la Revolució dels clavells, responsable d'haver fet caure la dictadura de Salazar.
- Revolució dels Clavells (a Portugal el 25 d'abril del 1974)
- Revolució Groga (a les Filipines el 22 de febrer del 1986)

Des de la Revolució Islàmica l'any 1979 a l'Iran, nombrosos països han conegut aixecaments populars pacífics de mateix gènere com ara a Polònia amb la Solidarnosc o a l'antiga Txecoslovàquia amb la Revolució del Vellut.
- Revolució de Vellut (a les Repúbliques Txeca i Eslovaca el 17 de novembre del 1989)

La diversitat de colors i de les flors vol ser un recurs metafòric que faci crida a la diversitat de partits i de països. Els clavells gairebé que fan recordar les cocardes franceses que foren utilitzades com a símbols de resistència a la Revolució Francesa.

### El moviment Otpor com amodus operandi
Segons Rudy Reichstadt, les Revolucions de colors troben el seu origen en el Moviment estudiantil serbi Otpor que l'any 2000 va contribuir a fer caure Slobodan Milosevic. La Revolució Buldòzer, així mateix s'acaba coneixent els esdeveniments que el fan caure, s'inspira en les tècniques de contestació no violentes teoritzades pel politòleg estatunidenc Gene Sharp a La política de l'acció no-violenta (1973) i De la dictadura a la democràcia (1993).
El modus operandi se'ns apareix a les eleccions d'Eslovàquia del 1998 i de Croàcia l'any 2000. Es convoquen efectivament eleccions i durant el recompte es fan públics biaixos i intents de corrompre el resultat final. L'afer és aprofitat per a fer esclatar massivament la població civil als carrers. Les manifestacions massives fan pressió mentre complicitats dins com a fora del país fan possible la caiguda del règim. Això mateix va significar la caiguda de Milosevic amb el Moviment Otpor i, per tant, així mateix també varen funcionar les Revolucions de Color allà on tingueren lloc.

## Antecedents i context

### La caiguda del mur de Berlín
L'any 1989 cau el teló d'acer a Alemanya i comença la desintegració de la Unió Soviètica. El règim polític que va fer possible la Unió Soviètica s'enfonsa. Els països de l'Europa de l'est i del centre del continent que havien viscut amb el mateix model polític i econòmic que la Unió Soviètica s'ensorren i inicien un camí a banda de la Unió Soviètica com a estats independents.
És particularment així per a Iugoslàvia que es fragmenta en múltiples estats nació tot al llarg dels anys 1990.
Cap règim pot recórrer a l'armada i gràcies a això la Unió Soviètica deixa de ser una realitat en l'espai d'una dècada. La violència no es va poder evitar, però, a l'antiga Iugoslàvia on Sèrbia resol apuntar els tancs directament a Bòsnia-Hercegovina. La guerra als Balcans marca un abans i un després en l'estructuració de l'antiga Iugoslàvia.

### La pervivència de les institucions soviètiques
En caure el mur no marxaren les institucions comunistes. Els països de l’est es reconverteixen al capitalisme però fan persistir els antics càrrecs del partit comunista. A la pràctica això treu sobirania als països que s'emanciparen de la Unió Soviètica i no permet l'entrada d'una democràcia liberal.
Exemples d'això diversos països de l'antiga òrbitra soviètica:
- Geòrgia on hi puja a la presidència Eduard Txvardnadza, antic ministre d'afers estrangers de la Unió Soviètica
- Kirguizstan on hi puja al poder Askar Akaïev, antic membre del Partit Comunista
- Albània on Ramiz Akua fa convertir el Partit comunista en el nou Partit socialista
- Romania on Petre Roman i Ion Lliescu converteixen el Partit comunista en el Front de la Salvació Nacional
- Armènia on persisteix l'antic diputat del Soviet Suprem Levon Ter-Petrossian
- Txèquia on l'antic ministre de finances de Txecoslovàquia, Vàclav Klaus, és escollit president

Els casos es repeteixen una mica per tot l'antic bloc soviètic a països com ara Usbèquia, Turcmènia, Casaquistan, Ucraïna, Belarús, Bulgària, Hongria, Tatgiquistan, etc. Els països bàltics són veritablement els únics que arriben a reformar tot el sistema sense fer-hi perviure l'autoritarisme soviètic.
El canvi de l'economia planificada a la capitalista es fa de forma general amb pacifisme. És a dir, retorna l’autoritarisme de la Unió Soviètica, camuflat de nous capitalistes. En molts antics satèl·lits de l'URSS s’hi lliuren batalles internes de poder entre diversos clans. Això, i la introducció del capitalisme, segella uns nuclis de poder despòtics que perpetuen unes polítiques econòmiques deficients a cada país. Els mitjans d'informació i de comunicació continuen sota el control del poder. Les eleccions són sovint una farsa. Es reelegeixen els mateixos oligarques que perpetuen els mateixos dèficits de la Unió Soviètica. Això mateix es pot apreciar a Usbèquia, Turcmènia o Tatgiquistan.
Per tot això alguns antics càrrecs soviètics es fan elegir president i es perpetuen al poder com ara Nursultà Nazarbaïev al Casaquistan, antic membre de la Lliga del Jovent Comunista del país, així com ex-secretari del Comitè Regional del Partit Comunista.
Alguns excepcions marquen alguna diferència com ara a Bulgària on Jeliou Jelev, antic membre del Partit comunista bulgar, va defensar la lliure expressió i la caiguda de l'URSS, de manera que va reconvertir-se a la dreta un cop caigut el règim.
Les Revolucions de Colors tenien l’objectiu de desfer-se de tota aquesta jerarquia. Volien eleccions transparents amb diversitat de candidats, abandonar definitivament l’era soviètica i el comunisme.

## Les Revolucions de color

### El desenvolupament de les revoltes
Optor és una organització d’estudiants que havien fet les seves carreres en ciències polítiques als EUA. Volien posar un terme a la dictadura iugoslava. Totes les Revolucions dels Colors són gestionades per organitzacions juvenils de mateixa mena. A Geòrgia fou Kmara, l’organització que va portar al carrer milions de persones que amb unes roses a la mà, volgueren fer caure la nomenklatura comunista. A Kirguizstan era Kelkel, a Belarús fou Zurb, a Ucraïna nasqué Proa!. Cadascun d’aquests noms fa referència a Optor. La bandera mateixa d’Optor, així com el puny alçat, símbol contra el règim iugoslau, són represos a Belarús, Geòrgia o Ucraïna.
- Revolució de les Roses: sortida del poder d'Eduard Xevardnadze a Geòrgia l'any 2003.
- Revolució Taronja: elecció de Víktor Iúsxenko a Ucraïna l'any 2004.
- Revolució de les Tulipes: expulsió del govern d'Askar Akàiev a Kirguizstan l'any 2005.
- Revolució dels texans: intent de derrocar Aleksandr Lukaixenko a Belarús.

Totes reberen finançament per part de John McCain, qui al si del govern de George W. Bush, envia diners a ONG com ara Freedom House, National Democratic Institute for International Affairs, Albert Einstein Institutions, etc. Aquestes associacions es dediquen a destapar assumptes de corrupció mitjançant el finançament de premsa lliure.
L’accés a la lliure informació no agrada gens a les antigues nomeklatures que persisteixen justament perquè la premsa no els delata. Aquesta fou la manera d’actuar d’Otpor. A Sèrbia Radio Liberty i B92 es feren servir per a divulgar-hi informació incòmoda relativa al poder. Aquí els responsables de fer-ho públic eren els mitjans en mans de les associacions privades finançades pels EUA. Per exemple, l'Open Society fou responsable al Tatgiquistan de fer públic les corrupcions al si de la nomenklatura. A Quirguísia fou Mike Stone el responsable de menar la guerra informativa.
- Revolució morada (a Moldàvia el 6 d'abril del 2009)
- Revolució Colorida (a Macedònia –actual Macedònia del Nord– el 12 d'abril del 2016)

A Ucraïna, per exemple, s’hi varen candidatar dos partits, liderats per Víktor Iúsxenko i Víktor Ianukòvitx. Però la premsa fa saltar frau electoral en el recompte de vots. Segons Le Monde a França, “les eleccions legislatives georgianes donaren la victòria al partit del president Eduard Txevardnadze”, casualment, a totes les eleccions hi guanya el candidat favorable a mantenir la nomenklatura i estrènyer lligams amb Rússia. Això denuncien els manifestants. “L’escrutini”, continua el diari, “està tacat de fraus de tota mana” [trd.].
La manca de llibertat d’expressió fa que cadascuna d’aquestes associacions d’estudiants que lideren els carrers es reuneixin clandestinament de por a ser reprimides. A Usbèquia el règim fa tancar tot periòdic que denunciï corrupcions.
La premsa internacional s’omple aviat d’imatges de persones que salten amb colors. Mikhaïl Saakatxvili, per exemple, opositor d’Edudar Txevardnadze a Geòrgia, era “diplomat a Harvard”, remarca Le Monde, “amb sentit del màrqueting” de forma que penetra al parlament amb “una munició de flors” [trd.]. Però, per a fer-ho possible cal quelcom més, anota el diari, l’armada ja havia estat comprada prèviament i s’uneix “a l’oposió georgiana”. A Ucraïna la “pressió popular és tal que la Cort Suprema invalida els resultats de l’escrutini” [trd.] mentre que a la capital de Kirguizstan“una escena similar” torna a produir-se, on “l’oposició s’hi manifesta massivament” i el “règim nespòtic s’ensorra” [trd.]. Per ordre, primer Geòrgia, després Ucraïna, tot seguit Quirguísia, s’intenta igualment a Belarús i Tatgiquistan, però el Kremlin se n’adona aviat i comença a intervenir-hi per tal que fracassin.

### Les acusacions d'ingerència
Les Revolucions de Colors són malvistes aviat a l'ex-bloc soviètic, especialment per Rússia. El desplegament d'ONG finançades pels EUA fa circular força prompte la idea d'uns cops d'estat organitzats des de Washington, cosa que va dur a parlar d'ONGïtzació del conflicte.
La periodista francesa Manon Loizeau troba així doncs població que diu que les Revolucions dels Colors foren “cop d’estats” disfressats de revoltes populars. Segons Le Monde, “per als perdedors les Revolucions de Colors” existeix tot “un interès evident de discreditar els moviments no violents” amb l’etiquetatge de “made in USA” [trd.]. D’entre els perdedors hi trobem ciutadans de gran afortunada als EUA com ara John Laughland, Webster G. Tarpley i think tanks de tota mena. Aquesta reacció, subratlla el diari, arriba a “desqualificar” tota acció pacífica que reivindiqui drets civils, encara que no tingui cap mena de relació amb els EUA, com ara les Primaveres Àrabs o considerar la Revolta de Tian'anmen una “conspiració” vinguda de la CIA.

Però de forma més pràctica, el Kremlin actua amb la força com ara reproduir dues Transnístria més a Abkhàzia i Ossètia del Sud com a represàlia de cara a Geòrgia. És a dir, ajuda a dues repúbliques georgianes a auto-proclamar-se independents com a forma de represàlia, tal com havia fet amb Transnístria als anys 1990 a Moldàvia. 
Ossètia (nord i sud) i Adjària són el fruït de les polítiques divisionistes de Stalin. Durant els anys 1930 el dictador dibuixa fronteres al Caucas de manera a posar dins una mateixa capsa grills de tots colors. Això provoca problemes de cohesió interna i és justament allò que volia Stalin. El seu objectiu era controlar una regió plena de gas i minerals. D’aquesta forma cedeix el Nakhtxivan a l'Azerbaidjan, tot i ser armenià, l'Alt Karabakh a Armènia, tot i ser àzeri. La mateixa òptica és practicada a Geòrgia. 
Amb tot això les Revolucions de Colors esdevenen un fracàs.

## Enfrontament entre els EUA i Rússia
Ucraïna va ser el país més important de totes les Revolucions de Colors perquè la revolta va derivar en la Revolució de Maidan, la qual assenta els esdeveniments posteriors de la Invasió de Crimea. El país es va tornar el catalitzador de tots els interessos d'Occident i de Rússia envers l'est d'Europa. La situació a Ucraïna permet fer una mirada més generalitzada i entendre el perquè de la política dels EUA i de Rússia envers l'est d'Europa.

### La Revolució Taronja
A les eleccions del 2004 s’hi varen presentar dos candidats. El primer ministre d’aleshores, Víktor Ianukòvitx, i un candidat nou, Víktor Iúsxenko, proper a les Revolucions de Colors. Ianukòvitx és membre de la nomenklatura, el successor de Leonid Kutxmar. Durant la campanya electoral les televisions públiques no deixen parlar a Iúsxenko. No pot ser entrevistat i tota notícia seva és censurada. A la televisió només hi apareix el candidat del Kremlin, Ianukòvitx.
El candidat de les Revolucions de Colors és enverinat durant la campanya electoral pel Kremlin i apareix amb una combulsió d’acné que li afecta de forma tant marcada que sembla haver estat cremat amb algun àcid. Quan salta notícia a la premsa, la població surt al carrer a manifestar-hi que les eleccions estan trucades. La Plaça de la Independència d'Ucraïna s'omple de població revoltada contra les ingerències russes.

### La incorporació a la Unió Europea i l'OTAN
Els resultats són revisats per la Cort Suprema del país en el marc de tenses relacions entre la Unió Europea i Rússia. El carrer crida voler formar par de la Unió Europea, però el Kremlin no ho entén pas així. Per a Rússia, Ucraïna és part de la seva àrea d'influència i, per tant, no vol que s'incorpori a la Unió Europea. Si més no aquest ha estat aleshores un argument molt manifestat per la banda pro-UE. Ara bé, quan Espanya i Portugal presenten conjuntament la seva adhesió a la Unió Europea als anys 1980, la Unió Soviètica va amenaçar amb enviar míssils contra Espanya, la qual cosa desmenteix la problemàtica de les esferes d'influència. Com que Rússia vol doncs controlar Ucraïna, intenta assassinar Iúsxenko en els seus desplaçaments de la campanya electoral.
A la dècada del 2000 la Unió Europea s'amplia i de retruc també s'amplia l'OTAN. Eslovènia, Xipre, Txèquia, Estònia, Hongria, Eslovàquia, Letònia, Lituània, Malta i Polònia s’incorporen de cop l’any 2003. Cinc anys després s’incorporen Bulgària i Romania. Són els antics satèl·lits de la Unió Soviètica els qui demanen expressament d'entrar a l'OTAN i a la UE perquè perceben el veïnatge amb Rússia molt difícil d'assolir-se còmodament sense que el Kremlin intervereixi en els afers interns de cada país.
A la Cimera de Salònica del 2003 la Unió Europea promet que s’amplia cap als Balcans. Exigeix que cada país que vulgui presentar la seva candidatura compleixi amb l’article 49 del Tractat de la Unió Europea i els criteris polítics, econòmics i administratius de Copenague. Això vol dir compliment dels drets humans, respecte de la jerarquia legislativa imposada per la Unió Europea, respecte a les minories, respecte a l’economia de mercat i capacitat de competnir amb les forces de mercat a l’hora d’integrar-s’hi.
Les adhesions són malgrat això ideològiques perquè a la pràctica la Unió Europea es desdiu de les condicions exigides per a incorporar-s'hi. Aquesta tria a la carta exalta encara més les tensions entre la Unió Europea (amb els EUA com a aliats) i Rússia. La Unió Europea no vol pas incorporar Rússia dins l'òrgan, ni tan sols vol considerar el país com a europeu. L'OTAN, per la seva banda, va ser creada en contra de Rússia i en caure el mur de Berlín, tot i les cimeres, l'OTAN no desapareix. La presència de la Unió Europea i de l'OTAN tot just a les fronteres russes és per al Kremlin una continuïtat de la Guerra Freda, car les vel·leïtats no desapareixen a la pràctica. En no haver-hi dissolució de l'OTAN, tampoc no hi ha dissolució de la bel·licitat en contra de Rússia. El país es troba per tot això encerclat. Tot s'ha de dir, als anys 1990 mateixos, Rússia promou la secessió de Transnístria, fet que significa que ja preparava una guerra perquè un cop que envaeix Ucraïna, es fa visible que la idea d'atorgar una independència no reconeguda a Transnístria, era per a encerclar Ucraïna i desfer-se'n.
Per tot plegat la Unió Europea s'immiscueix ens els afers interns d'Ucraïna en donar suport explícit al primer govern de Iúsxenko.

### L'accès al gas caucàsic i ucraïnès
L'adhesió d'Ucraïna a la Unió Europea permet als països de l'òrgan supranacional accedir amb millors condicions i més fàcilment al gas caucàsic i rus que passa per Ucraïna. Més de la meitat de l'energia que escalfa el continent europeu prové d'Ucraïna i qualsevol desestabilització del país repercuteix negativament en la Unió Europea.
Rússia se serveix justament del gas per a collar Ucraïna i evitar que adhereixi a la Unió Europea i/o a l'OTAN. A la taula de negocions França i Alemanya s'atorguen el dret de representar la Unió Europea. Els EUA es neguen a seure i parlar amb el Kremlin.
Amb tot la Revolució Taronja persisteix i pren forma de Revolució de Maidan, és a dir, Revolució de la Independència. Segons el periodista Llibert Ferri, l’objectiu de la revolta era treure Ucraïna “de l’òrbita del Kremlin i, alhora, extirpar la corrupció que durant dècades” havia embrutat “el teixit econòmic, social, cultural i moral” de tot el país.

## Països que s'han inspirat de les Revolucions de Colors
És important entendre que després de les Revolucions de Colors apareixen al món revolucions que fan servir les flors i els colors com a símbols de protesta, però en cap moment són revolucions finançades pels EUA o revoltes que facin servir el mateix modus operandi que el Moviment Otpor.
Se'n poden destacar les següents:
- Revolució dels Cedres (al Líban, el 14 de febrer del 2005)
- Revolució Safrà, intent dels monjos budistes de derrocar la dictadura militar de Mianmar.
- Revolució del gessamí xinesa (a la República Popular Xinesa el 20 de febrer del 2011)
- Revolució verda (a L'Iran el 13 de juny del 2009)
- Revolució del gessamí (a Tunísia el 17 desembre del 2010)
- Revolució del Lotus (a Egipte el 25 de gener del 2011)
- Revolució Violeta (a Iraq al mes de gener del 2005)
- Revolució blava (a Kuwait el mes de març del 2005)

## Biografia
- Llibert Ferri. Putin trenta anys després del final de l'URSS. Barcelona: Edicions 1984, 2021
- Llibert Ferri. L'esclat de l'est. Barcelona: Eumo, 2008
- Manel Alias. Rússia, l'escenari més gran del món. Barcelona: Ara, 2021
- Francesc Serra. L'OTAN: passat i futur. dins Sàpiens, núm. 243, juny 2022